# Вукојевац
Вукојевац је напуштено село у општини Куршумлија у Топличком округу. Према попису из 2022. село је пусто, нема становника, као и према попису из 2002.
Село је на административној линији са Косовом и Метохијом и куће су углавном продаване Албанцима из суседних села са КиМ који су их разграђивали и односили грађевински материјал. Данас се од 49 кућа не могу наћи ни темељи. Стога је данас тешко утврдити локацију села на терену. У периоду од 1999. до 2001. године је село било у такозваној копненој зони безбедности.

## Демографија
У насељу Вукојевац не живи више ни један становник. Од пописа 1991. године нема више становника.
|  |

| Демографија------ | Демографија------ | Демографија------ |
| Година            | Становника        | Становника        |
| ----------------- | ----------------- | ----------------- |
| 1948.             | 229               |                   |
| 1953.             | 260               |                   |
| 1961.             | 191               |                   |
| 1971.             | 99                |                   |
| 1981.             | 6                 |                   |
| 1991.             | 0                 | 0                 |
| 2002.             | 0                 | 0                 |
| 2011.             | 0                 |                   |

| Година пописа     | 1948. | 1953. | 1961. | 1971. | 1981. | 1991. | 2002. |
| ----------------- | ----- | ----- | ----- | ----- | ----- | ----- | ----- |
| Број домаћинстава | 38    | 40    | 30    | 18    | 2     | 0     | 0     |

| Број чланова      | 1 | 2 | 3 | 4 | 5 | 6 | 7 | 8 | 9 | 10 и више | Просек |
| ----------------- | - | - | - | - | - | - | - | - | - | --------- | ------ |
| Број домаћинстава | 0 | 0 | 0 | 0 | 0 | 0 | 0 | 0 | 0 | 0         | 0      |